# Lac Savard (Passes-Dangereuses)
Pour les articles homonymes, voir Savard et Lac Savard.
Le lac Savard est plan d’eau douce se déversant dans la rivière Savard, situé dans le territoire non organisé de Passes-Dangereuses, dans la municipalité régionale de comté (MRC) de Maria-Chapdelaine, dans la région administrative du Saguenay–Lac-Saint-Jean, dans la province de Québec, au Canada.
La vallée du ruisseau Savard est desservie par le chemin Alliance R0257 (venant du Sud) lequel passe entre le lac Savard et le ruisseau Milot. Au Nord-Est du lac Savard, la route forestière R0257 comporte un embranchement soit la R0255 laquelle se dirige vers le Nord-Ouest pour enjamber la rivière Mistassibi et desservir la zone de la rive Ouest de cette dernière. Quelques routes forestières secondaires desservent le secteur surtout pour les besoins de la foresterie et des activités récréotouristiques.
La surface du lac Savard est habituellement gelée de la fin novembre au début avril, toutefois la circulation sécuritaire sur la glace se fait généralement de la mi-décembre à la mi-mars.

## Géographie
Les principaux bassins versants voisins du lac Savard sont :
- côté nord : rivière Mistassibi, ruisseau Fall, rivière aux Oiseaux, lac Connelly ;
- côté est : Petit lac Savard, lac Connelly, rivière Doucet, Petite rivière Péribonka, rivière Alex ;
- côté sud : ruisseau Savard, rivière Mistassibi, rivière Perron,ruisseau Milot, rivière Savard ;
- côté ouest : lac Milot, ruisseau Milot, lac Malfait, ruisseau Malfait, rivière Mistassibi, rivière aux Rats, lac des Poissons Blancs.

Le lac Savard comporte une superficie de 1,78 km2, une longueur de 5,7 km, une largeur maximale de 0,4 km et une altitude de 232 m.
Le lac Savard constitue le principal plan d’eau de tête de la rivière Savard. Il a une forme étroite et il recueille les eaux du Petit lac Savard lequel est situé au Sud-Est, ainsi que les eaux du lac Ameau lequel est situé au Nord. Le lac Savard comporte trois rétrécissements créant trois grandes parties à ce plan d’eau. Entièrement situé en zone forestière, ce lac est alimenté par cinq décharges de lacs et trois ruisseaux.
L’embouchure du lac Savard est localisée au fond d’une baie de la rive Sud-Ouest du lac, soit à :
- 9,7 km au Nord-Est du cours de la rivière Mistassibi ;
- 13,0 km au Sud-Est du lac Malfait ;
- 9,8 km au Nord-Est de l’embouchure de la rivière Savard (confluence avec la rivière Mistassibi) ;
- 6,7 km au Sud-Ouest de la baie Sud-Est du lac Connelly ;
- 40,0 km au Nord de l’embouchure de la rivière Mistassibi (confluence avec la rivière Mistassini) ;
- 60,3 km au Nord de l’embouchure de la rivière Mistassini (confluence avec le lac Saint-Jean)[1].

À partir de l’embouchure du lac Savard, le courant coule sur 9,4 km généralement vers le Sud-Ouest notamment en traversant des zones de marais et le Petit lac Savard en suivant le cours du ruisseau Savard jusqu’à la rive Nord-Est de la rivière Mistassibi. De là, le courant descend le cours de la rivière Mistassibi sur 33,3 km vers le Sud, puis le cours de la rivière Mistassini sur 22,7 km vers le Sud-Ouest. À l’embouchure de cette dernière, le courant traverse le lac Saint-Jean sur 42,7 km vers l’Est, puis emprunte le cours de la rivière Saguenay vers l’Est sur 155 km jusqu'à la hauteur de Tadoussac où il conflue avec le fleuve Saint-Laurent.

## Toponymie
Le terme « Savard » constitue un patronyme de famille d’origine française.
Le toponyme « lac Savard » a été officialisé le 5 décembre 1968 par la Commission de toponymie du Québec.